# Cristian Osvaldo Álvarez
Cristian Osvaldo Álvarez (Buenos Aires, 9 de gener de 1978) és un exfutbolista argentí, que ocupava la posició de defensa i migcampista. Té la nacionalitat espanyola.
Comença a destacar al Lanús, del seu país natal, on juga entre 1998 i 2002. Després d'una breu estada a l'Arsenal de Sarandí, dona el salt a la competició espanyola al fitxar pel Racing de Santander. No comptaria massa al quadre càntabre, sent cedit al Córdoba CF i al CD Tenerife, equips on té més aportació.
La temporada 06/07 retorna al Racing de Santander, jugant 23 partits i marcant un gol, i a l'any següent fitxa pel Córdoba, amb qui serà titular a la Segona Divisió.
L'estiu del 2009 retorna al seu país per jugar de nou a l'Arsenal de Sarandí.